# Вест Милгров (Охајо)
Вест Милгров (енгл. West Millgrove) град је у америчкој савезној држави Охајо.

## Демографија
По попису из 2010. године број становника је 174, што је 96 (123,1%) становника више него 2000. године.
| Група             | 2000.       | 2010.       |
| Белци             | 78 (100,0%) | 165 (94,8%) |
| Афроамериканци    | 0 (0,0%)    | 0 (0,0%)    |
| Азијати           | 0 (0,0%)    | 0 (0,0%)    |
| Хиспаноамериканци | 0 (0,0%)    | 3 (1,7%)    |
| Укупно            | 78          | 174         |